# Señoras y Señores (programa colombiano)
Señoras y Señores fue un programa de televisión de variedades que lo transmitía Jorge Barón Televisión los sábados a las 14:00 horas por la Cadena Dos de Inravision desde 1981 hasta 1986, fue presentado por Jorge Barón quien entrevistaba a varios actores, cantantes, políticos, deportistas, etc.
Tenía varias secciones como:
- La cámara Indiscreta: es una sección donde los actores le hacen unas bromas a una persona en una situación confusa grabado con una cámara escondida.

- El sin-tocayo: es una sección donde le mandan cartas con sus nombres extraños y curiosos que no tienen tocayo.

- El concurso nacional Huecos: sección presentados por los payasos Alverjita, Pipo y Popi en los barrios de Bogotá midiendo con un metro gigante las medidas y profundidades de los huecos.

- Noticia en Rima: sección presentado por Alejandro Muñoz interpretando a (Machorrito).

también tuvo su versión en periódico, una iniciativa que tuvo todo el público colombiano. 
- Datos: Q48781534